# Hacıhətəmli
Hacıhətəmli è un comune dell'Azerbaigian situato nel distretto di İsmayıllı. Conta una popolazione di 2 421 abitanti.